# Allan Octavian Hume

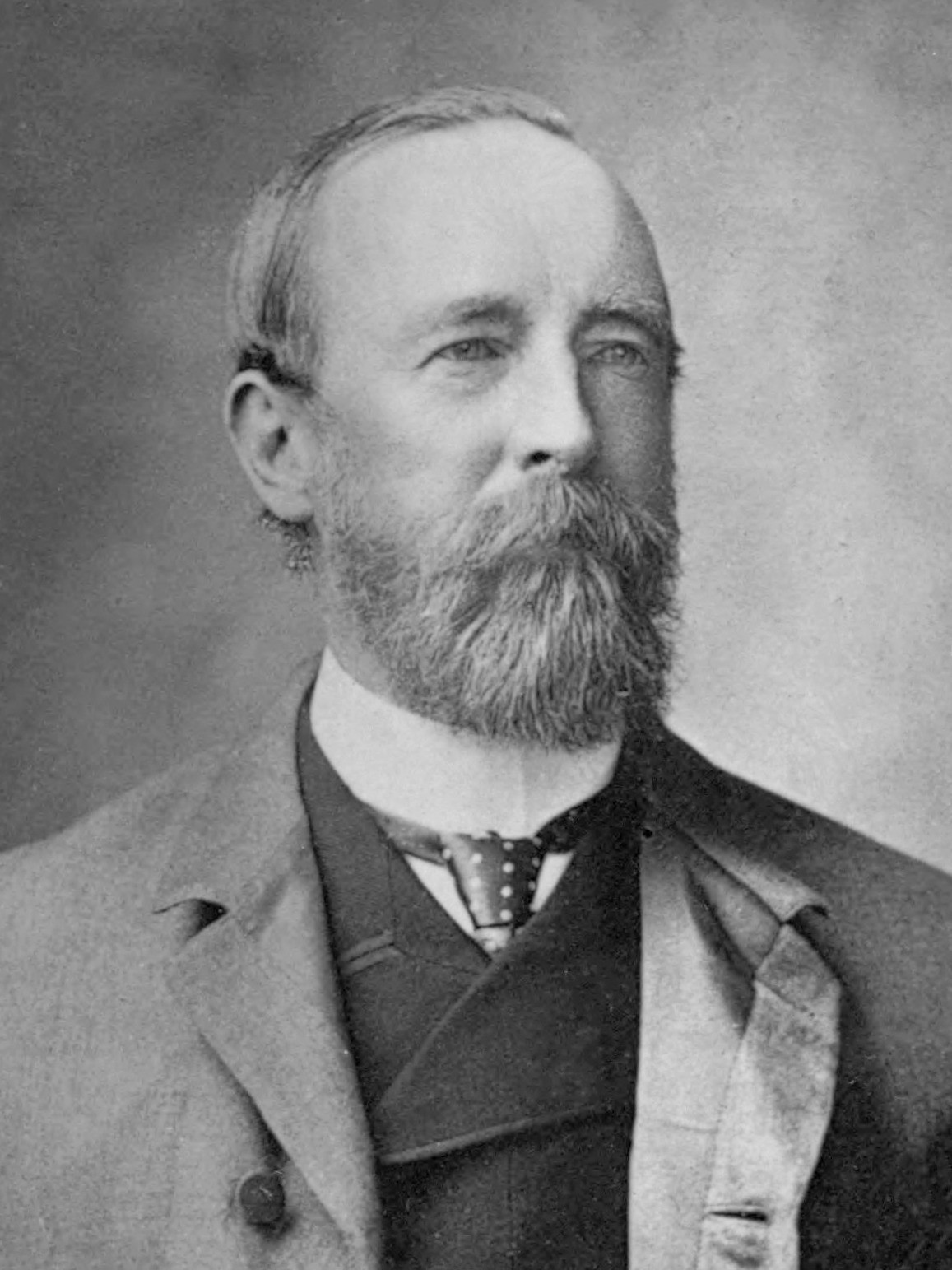
Allan Octavian Hume (1829-1912)

Allan Octavian Hume, född 6 juni 1829 i Montrose i Angus i Skottland, död 31 juli 1912, var en skotsk läkare,  ämbetsman och den egentlige grundaren till Indiska nationalkongressen. Son till parlamentsledamoten Joseph Hume.
Hume reste till Indien 1849 och anställdes där som brittisk ämbetsman i Etawah, nuv. Uttar Pradesh. Han gifte sig där med Mary Ann Grindall 1853, och gjorde så berömliga insatser under sepoyupproret att han 1860 tilldelades Bathorden. Hume utnämndes 1867 till chef för tullväsendet i Nordvästprovinserna och 1870 till jordbruksminister i Indiens regering. Efter att 1879 ha återvänt till provinsregeringen i Allahabad grundades under Humes ledning 1885 Nationalkongressen.